# The Gypsies
The Gypsies er et dansk hip-hop/r'n'b band med en lyd der til dels grunder i deres tilgang til live-koncerter. I modsætning til genrens traditioner spilles alle instrumenter live på scenen, i stedet for brug af backingtracks eller turntables. Dette performative træk kendes også i udlandet hos for eksempel gruppen The Roots.
Bandets lyd karakteriseres også ved at rapperne, Shaka Loveless og Benjamin Kissi, selv synger hooks og øvrige vokaler live.
Bandet består af:
- Shaka Loveless: Vokal
- Benjamin Kissi: Vokal
- Lasse Boman: Guitar
- Peter Blonde: Bas
- Andreas Hagedorn: Keyboard
- Birk Nevel: Trommer

Bandet begyndte før årtusindeskiftet som The Electric Gypsies med en mere rock-orienteret lyd. Med tilføjelsen af Benjamin Kissi til gruppen startede udviklingen mod en mere urban lyd og et deraf følgende navneskift til The Gypsies. The Gypsies er et livenavn i Danmark og har ud over at have været fast backingband for danske navne som Jokeren og Outlandish også været opvarmning for navne som The Roots og The Fugees til disses koncerter i Danmark.
I 2007 udgav The Gypsies debutalbummet One Hand Up på selskabet Superstar Records. Videoen til singlen "Part of Me" kom den 18. januar 2008 ind på Boogie-listen på en 10. plads, og var den første chart-placering på de populære danske hitlister for The Gypsies.

## One Hand Up(2007)
1. What's That Sound
2. Underground
3. Part of Me
4. One Hand Up
5. DK
6. Full Throttle
7. Interlude
8. Interplanetary
9. Here They Come Again
10. 68
11. Sin City
12. Sun's In My Face
13. Where Ur Heart's At

## For The Feeble Hearted (2009)
1. American girl
2. The mirror
3. Heal U
4. CPH
5. Everyday
6. You gave me none
7. Big white eyes
8. U don't know
9. Gotta roll
10. To the lost ones
11. Roots of creation

## Are We Brothers?
Flere af bandmedlemmerne spiller i sideprojektet "Are We Brothers?"

## Trivia
- Shaka Loveless er søn af bluessangeren James Loveless der i mange år har været en fast del af den danske bluesscene, bl.a. med bandet Shades of Blue, hvor han spiller sammen med guitaristen Uffe Steen, bassisten Morten Brauner og trommeslageren Claus Daugaard.